# Menneskehjerne
Menneskehjernen er det centrale organ i det menneskelige nervesystem, og sammen med rygmarven udgør den centralnervesystemet. Hjernen består af storhjernen (cerebrum), hjernestammen og lillehjernen (cerebellum). Den styrer de fleste af kroppens aktiviteter, det vil sige den behandler, samler og koordinerer de oplysninger, den modtager fra sanserne, og beslutter hvilke instruktioner, der skal sendes ud til resten af kroppen. Hjernen ligger i hjernekassen og er beskyttet af denne.
Storhjernen er den største del af den menneskelige hjerne. Den er opdelt i to halvdele (hemisfærer). Hjernebarken (cortex cerebri) er et ydre lag af grå substans, der dækker kernen af hvid substans. Hjernebarken er opdelt i neocortex og den meget mindre allocortex. Neocortex består af seks lag, mens allocortex har tre eller fire. Hver hemisfære er traditionelt opdelt i fire lapper - den frontale, temporale, parietale og occipitale lap. Frontallappen er forbundet med såkaldte eksekutive funktioner, herunder selvkontrol, planlægning, ræsonnement og abstrakt tænkning, mens occipitallappen er dedikeret til synet. Inden for hver lap er kortikale områder forbundet med specifikke funktioner, såsom sensoriske og motoriske områder samt såkaldte associationsområder. Selv om venstre og højre hjernehalvdel stort set er ens i form og funktion, er nogle funktioner forbundet med den ene side, såsom sprog i venstre og visuel-rumlig evne i højre side. Hemisfærerne er forbundet med kommissurbaner, hvoraf den største er hjernebjælken (corpus callosum).
Hjernen er forbundet via hjernestammen til rygmarven. Hjernestammen består af mellemhjernen, pons og medulla oblongata. Lillehjernen er forbundet med hjernestammen via flere par af kanaler. Inden i storhjernen findes ventrikulærsystemet, der består af fire sammenkoblede ventrikler, hvori cerebrospinalvæske produceres og cirkuleres. Nedenunder hjernebarken findes flere vigtige strukturer, herunder thalamus, epithalamus, pinealkirtlen, hypothalamus, hypofysen og subthalamus; de limbiske strukturer, herunder amygdala og hippocampus; claustrum, de forskellige kerner i de basale ganglier; de basale forhjernestrukturer, og de tre circumventrikulære organer. Hjernens celler indbefatter neuroner og støttende glialceller. Der er mere end 86 milliarder neuroner i hjernen og et mere eller mindre lignende antal andre celler. Hjerneaktivitet er muliggjort ved indbyrdes forbindelse mellem neuronerne og deres frigivelse af neurotransmittere som reaktion på nerveimpulser. Neuroner forbinder sig i ledningsbaner, neurale netværk og større netværkssystemer. Hele netværket drives af processen neurotransmission.
Hjernen er beskyttet af kraniet, flyder i cerebrospinalvæske og isoleret fra blodbanen ved blod-hjernebarrieren. Dog er hjernen stadig modtagelig for skader, sygdom og infektion. Skader kan være forårsaget af traumer eller tab af blodtilførsel, kendt som slagtilfælde. Hjernen er modtagelig for degenerative lidelser, såsom Parkinsons sygdom, demens, herunder Alzheimers sygdom og multipel sklerose. Psykiatriske tilstande, herunder skizofreni og klinisk depression, menes at være forbundet med dysfunktioner i hjernen. Hjernen kan også være stedet for tumorer, både godartede og ondartede; disse kommer hovedsagelig fra andre steder i kroppen .
Undersøgelsen af hjernens anatomi kaldes neuroanatomi, mens undersøgelsen af dets funktion kaldes neurovidenskab. En række teknikker bruges til at studere hjernen. Hjerner fra andre dyr, der kan undersøges mikroskopisk, har traditionelt leveret meget information. Billedteknologier som positronemissionstomografi (PET) og elektroencefalografi (EEG) er vigtige for at studere hjernen. Sygehistorier fra mennesker med hjerneskade har givet indsigt i funktionen af enhver del af hjernen.
Inden for kulturen har bevidsthedsfilosofi i århundreder forsøgt at tage fat på spørgsmålet om bevidsthedens karakter og sjæl-legeme-problemet. Pseudovidenskaben frenologi har forsøgt at lokalisere personlighed til områder i hjernebarken i det 19. århundrede. Inden for science fiction har man forestillet sig hjernetransplantationer i historier som Donovan's Brain fra 1942.

## Struktur

### Anatomi
Menneskehjernen hos en voksen person vejer i gennemsnit ca. 1,2-1,4 kg som er ca. 2% af den totale legemsvægt, med et volumen på omkring 1260 cm³ hos mænd og 1130 cm³ hos kvinder, selvom der er betydelig individuel variation. Neurologiske forskelle mellem kønnene har ikke vist sig at korrelere på nogen enkel måde med IQ eller andre kognitive præstationer.
Storhjernen, der består af de to hemisfærer, udgør den største del af hjernen og dækker over de øvrige hjernestrukturer. Den ydre del af hemisfærerne, hjernebarken, er grå substans, der består af lag af neuroner. Hver hemisfære er opdelt i fire lapper - frontallappen, parietallappen, temporallappen, og occipitallappen. Tre andre lapper inkluderes undertiden, nemlig en centrallap, en limpisk lap og en insulær lap. Den centrale lap består af den præcentrale gyrus og postcentrale gyrus og er inkluderet, da den har en særskilt funktionel rolle.
Hjernestammen, der ligner en stilk, hæfter til cerebrum i starten af midthjerne-området. Hjernestammen indbefatter midthjernen, pons og medulla oblongata. Bag hjernestammen findes lillehjernen.
Storhjernen, hjernestammen, lillehjernen og rygmarven er omfattet af tre membraner, der kaldes hjernehinder. Membranerne er den hårde dura mater; den midterste arachnoidea mater og det mere sarte indre pia mater. Mellem arachnoidea mater og pia mater findes subarachnoidalrummet og de subarachnoidale cisterner, der indeholder cerebrospinalvæske. Den yderste membran af hjernebarken er den nederste membran af pia mater, der kaldes glia limitans og er en vigtig del af blod-hjerne-barrieren.
Den levende hjerne er meget blød, med en gelé-lignende konsistens svarende til blød tofu. Det kortikale lag af neuroner udgør en stor del af hjernens grå substans, mens de dybere subkortikale områder af myelinerede axoner udgør den hvide substans. Den hvide substans i hjernen udgør omkring halvdelen af den samlede hjernevolumen.